# Estreito de Skidegate
Estreito de Skidegate ou canal de Skidegate é um canal localizado em Haida Gwaii, na Colúmbia Britânica, no Canadá. Ele divide o arquipélago em duas ilhas principais: a Ilha Graham ao norte e a Ilha Moresby ao sul.